# Football Club Internazionale Milano 1967-1968
Questa pagina raccoglie le informazioni riguardanti il Football Club Internazionale Milano nelle competizioni ufficiali della stagione 1967-1968.

## Stagione
Reduce dal beffardo epilogo che aveva posto termine all'epoca della Grande Inter, nell'estate 1967 Helenio Herrera procedeva a un parziale smantellamento della rosa: il capitano Picchi fece i bagagli in direzione di Varese con Corso erede della fascia, mentre Guarneri e Jair partirono l'uno per Bologna e l'altro per Roma.
Confermato tra i pali nonostante l'errore decisivo per lo Scudetto, Sarti lasciò spazio per infortunio alla riserva Miniussi proprio nella trasferta di Mantova: al nulla di fatto in campo virgiliano seguì l'incontro con il Vicenza, in occasione del quale il classe 1945 Ferruccio Mazzola giocò assieme al fratello maggiore.
Da segnalare anche il derby milanese del 22 ottobre 1967, risolto in pareggio con gol di Benítez e Rivera: a quest'ultimo fu tuttavia accordata erroneamente la rete, in quanto la palla ricadeva sull'erba dopo un impatto col montante senza aver però oltrepassato la linea. Un discusso episodio, analizzato pubblicamente durante la Domenica Sportiva dal giornalista Carlo Sassi e dal tecnico Hector Vitaletti con l'ausilio della moviola.

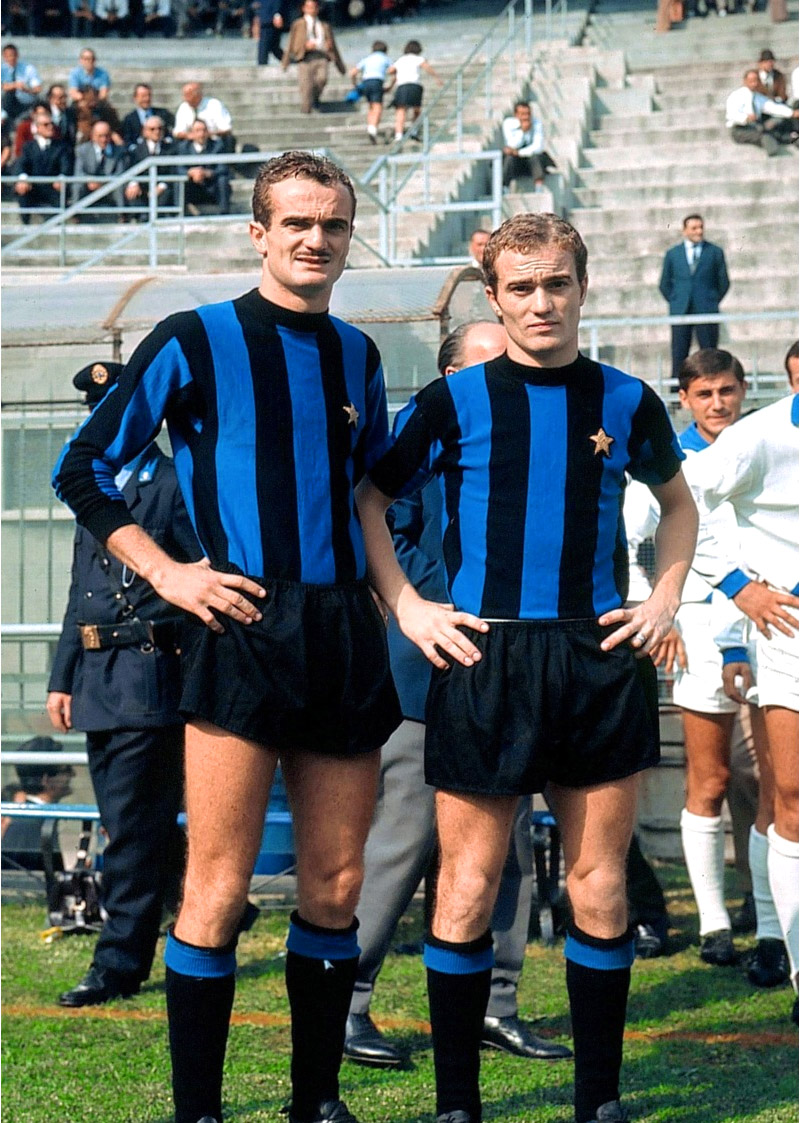
La bandiera interista Sandro Mazzola (a sinistra) posa accanto al fratello Ferruccio, durante la breve esperienza di quest'ultimo a Milano.

Un campionato vissuto lontano dalle zone di vertice relegò i nerazzurri al quinto posto, con generica amarezza e scarse gioie: da indicare tra le prime una sconfitta a tavolino col Cagliari per il ferimento dell'arbitro, mentre la decisa rimonta al Comunale originò una crisi di fine stagione per i granata. Rimasta esclusa dall'Europa per la seconda stagione consecutiva, nel maggio 1968 la società veniva ceduta da Angelo Moratti all'impresario tessile Ivanoe Fraizzoli col provvisorio accordo di restituzione entro un anno.

## Divise
| 1ª divisa | 2ª divisa |  |

## Organigramma societario
Area direttiva
- Presidente: Angelo Moratti
- Vicepresidente: Giuseppe Prisco
- Direttore sportivo: Italo Allodi

Area tecnica
- Allenatore: Helenio Herrera

Area sanitaria
- Medico sociale: dott. Angelo Quarenghi[31][32]
- Massaggiatore: Bartolomeo Della Casa e Giancarlo Della Casa

## Rosa
| N. |                   | Ruolo | Calciatore          |
| -- | ----------------- | ----- | ------------------- |
|    | Italia (bandiera) | P     | Mario Barluzzi      |
|    | Italia (bandiera) | P     | Gianpietro Fontana  |
|    | Italia (bandiera) | P     | Ferdinando Miniussi |
|    | Italia (bandiera) | P     | Luigi Reali         |
|    | Italia (bandiera) | P     | Giuliano Sarti      |
|    | Italia (bandiera) | D     | Aldo Bet            |
|    | Italia (bandiera) | D     | Tarcisio Burgnich   |
|    | Italia (bandiera) | D     | Piero Dotti         |
|    | Italia (bandiera) | D     | Giacinto Facchetti  |
|    | Italia (bandiera) | D     | Mario Facco         |
|    | Italia (bandiera) | D     | Spartaco Landini    |
|    | Italia (bandiera) | D     | Emilio Monaldi      |
|    | Italia (bandiera) | D     | Sergio Santarini    |
|    | Italia (bandiera) | C     | Marco Achilli       |

| N. |                      | Ruolo | Calciatore        |
| -- | -------------------- | ----- | ----------------- |
|    | Italia (bandiera)    | C     | Gianfranco Bedin  |
|    | Perù (bandiera)      | C     | Víctor Benítez    |
|    | Italia (bandiera)    | C     | Mario Corso       |
|    | Italia (bandiera)    | C     | Renato Dehò       |
|    | Italia (bandiera)    | C     | Ferruccio Mazzola |
|    | Italia (bandiera)    | C     | Sandro Mazzola    |
|    | Italia (bandiera)    | C     | Cesare Poli       |
|    | Spagna (bandiera)    | C     | Luis Suárez       |
|    | Italia (bandiera)    | A     | Aquilino Bonfanti |
|    | Italia (bandiera)    | A     | Renato Cappellini |
|    | Italia (bandiera)    | A     | Vito D'Amato      |
|    | Italia (bandiera)    | A     | Angelo Domenghini |
|    | Danimarca (bandiera) | A     | Harald Nielsen    |

## Risultati

### Serie A

#### Girone di andata
| Arbitro: | De Robbio (Torre Annunziata) |

|              |           |            |
| Facchetti 7’ | Marcatori | 9’ Taccola |

| Mantova 1º ottobre 1967 2ª giornata | Mantova           | 0 – 0 | Inter | Stadio Danilo Martelli (30.000 spett.)\| Arbitro: \| D'Agostini (Roma) \| |
| Arbitro:                            | D'Agostini (Roma) |       |       |                                                                           |

| Arbitro: | Bernardis (Trieste) |

|             |           |  |
| Mazzola 16’ | Marcatori |  |

| Arbitro: | Angonese (Mestre) |

|                                        |           |             |
| Danova 10’ Savoldi 22’ Dell'Angelo 29’ | Marcatori | 17’ Nielsen |

| Arbitro: | D'Agostini (Roma) |

|             |           |            |
| Benitez 58’ | Marcatori | 78’ Rivera |

| Arbitro: | Monti (Ancona) |

|                |           |  |
| Mereghetti 62’ | Marcatori |  |

| Arbitro: | Sbardella (Roma) |

|                   |           |  |
| Suárez 51’ (rig.) | Marcatori |  |

| Arbitro: | Lo Bello (Siracusa) |

|                        |           |  |
| Fumagalli 3’ Salvi 63’ | Marcatori |  |

| Arbitro: | De Marchi (Pordenone) |

|                                |           |  |
| Massei 13’ (aut.) Bonfanti 61’ | Marcatori |  |

| Arbitro: | Pieroni (Roma) |

|              |           |                |
| Amarildo 24’ | Marcatori | 29’ Domenghini |

| Arbitro: | Angonese (Mestre) |

|           |           |  |
| Dotti 85’ | Marcatori |  |

| Arbitro: | Toselli (Cormons) |

|                     |           |  |
| Domenghini 57’, 78’ | Marcatori |  |

| Arbitro: | Monti (Ancona) |

|                                                 |           |                               |
| Leoncini 14’ De Paoli 60’ Bercellino 75’ (rig.) | Marcatori | 17’ Domenghini 89’ Cappellini |

| Arbitro: | Lo Bello (Siracusa) |

|                         |           |                |
| Altafini 6’ Bianchi 43’ | Marcatori | 33’ Cappellini |

| Milano 14 gennaio 1968 15ª giornata | Inter                        | 0 – 2 A tavolino | Cagliari | Stadio San Siro\| Arbitro: \| De Robbio (Torre Annunziata) \| |
| Arbitro:                            | De Robbio (Torre Annunziata) |                  |          |                                                               |

#### Girone di ritorno
| Arbitro: | Angonese (Mestre) |

|                       |           |                                                               |
| Enzo 50’ Scaratti 83’ | Marcatori | 16’ Cappellini 60’ Domenghini 64’, 89’ Corso 73’, 85’ Mazzola |

| Arbitro: | De Marchi (Pordenone) |

|                                   |           |  |
| Giagnoni 9’ (aut.) Bedin 14’, 51’ | Marcatori |  |

| Arbitro: | D'Agostini (Roma) |

|                 |           |               |
| Vinicio 3’, 62’ | Marcatori | 63’ Facchetti |

| Arbitro: | Sbardella (Roma) |

|                                          |           |  |
| Mazzola 58’ Domenghini 70’ Facchetti 88’ | Marcatori |  |

| Arbitro: | Lo Bello (Siracusa) |

|            |           |               |
| Hamrin 27’ | Marcatori | 2’ Cappellini |

| Arbitro: | Pieroni (Roma) |

|             |           |  |
| Mazzola 40’ | Marcatori |  |

| Arbitro: | D'Agostini (Roma) |

|                |           |                |
| Perani 9’, 61’ | Marcatori | 31’ Domenghini |

| Arbitro: | Francescon (Padova) |

|                                 |           |  |
| Nielsen 33’ Domenghini 53’, 83’ | Marcatori |  |

| Arbitro: | Monti (Ancona) |

|            |           |                          |
| Brenna 54’ | Marcatori | 39’ Facchetti 69’ Suarez |

| Arbitro: | D'Agostini (Roma) |

|                                        |           |              |
| Mazzola 18’ D'Amato 35’ Domenghini 48’ | Marcatori | 32’ Maraschi |

| Arbitro: | Bernardis (Trieste) |

|                               |           |                                   |
| Poletti 19’ (rig.) Combin 21’ | Marcatori | 26’, 75’ Facchetti 64’ Domenghini |

| Arbitro: | De Robbio (Torre Annunziata) |

|                       |           |                              |
| Vieri 47’ Delfino 83’ | Marcatori | 12’ Cappellini 35’ Facchetti |

| Milano 28 aprile 1968 28ª giornata | Inter          | 0 – 0 | Juventus | Stadio San Siro\| Arbitro: \| Pieroni (Roma) \| |
| Arbitro:                           | Pieroni (Roma) |       |          |                                                 |

| Arbitro: | Bernardis (Trieste) |

|                       |           |                     |
| Montefusco 88’ (aut.) | Marcatori | 5’ Cané 20’ Barison |

| Arbitro: | Sbardella (Roma) |

|                                     |           |                     |
| Boninsegna 46’ Greatti 59’ Riva 79’ | Marcatori | 22’, 29’ Cappellini |

### Coppa Italia

#### Turni preliminari
| Arbitro: | Marengo (Chiavari) |

|                                                  |           |                         |
| Burgnich 11’ Mazzola 29’ (rig.), 72’ Nielsen 51’ | Marcatori | 73’ Troja 74’ Gilardoni |

| Arbitro: | Toselli (Cormons) |

|                                                           |           |            |
| Santarini 56’ Domenghini 60’ Corso 69’ (rig.) D'Amato 81’ | Marcatori | 24’ Tiberi |

| Arbitro: | Barbaresco (Cormons) |

|                |           |               |
| Manservisi 72’ | Marcatori | 47’ Facchetti |

| Arbitro: | Vitullo (Roma) |

|              |           |  |
| Bonfanti 69’ | Marcatori |  |

#### Girone finale
| Arbitro: | De Marchi (Pordenone) |

|                                              |           |                                  |
| Ardizzon 55’ (aut.) Cappellini 68’ Bedin 75’ | Marcatori | 3’ Tentorio 42’ Pace 51’ Clerici |

| Milano 16 giugno 1968 2ª giornata | Inter          | 0 – 0 | Milan | Stadio San Siro\| Arbitro: \| Monti (Ancona) \| |
| Arbitro:                          | Monti (Ancona) |       |       |                                                 |

| Arbitro: | Toselli (Cormons) |

|                  |           |  |
| Dotti 28’ (aut.) | Marcatori |  |

| Arbitro: | Pieroni (Roma) |

|  |           |                         |
|  | Marcatori | 6’ Suarez 30’ Facchetti |

| Arbitro: | Bernardis (Trieste) |

|                                                    |           |                        |
| Sormani 30’ Hamrin 52’ Schnellinger 78’ Rosato 86’ | Marcatori | 3’ Nielsen 66’ Achilli |

| Arbitro: | D'Agostini (Roma) |

|  |           |                        |
|  | Marcatori | 17’ Fossati 45’ Combin |

## Statistiche
Statistiche aggiornate al 30 giugno 1968.

### Statistiche di squadra
| Competizione | Punti | In casa | In casa | In casa | In casa | In trasferta | In trasferta | In trasferta | In trasferta | Totale | Totale | Totale | Totale | Gf | Gs | D.R. |
| Competizione | Punti | G       | V       | N       | P       | G            | V            | N            | P            | G      | V      | N      | P      | Gf | Gs | D.R. |
| ------------ | ----- | ------- | ------- | ------- | ------- | ------------ | ------------ | ------------ | ------------ | ------ | ------ | ------ | ------ | -- | -- | ---- |
| Serie A      | 33    | 15      | 10      | 3       | 2       | 15           | 3            | 4            | 8            | 30     | 13     | 7      | 10     | 46 | 34 | 12   |
| Coppa Italia | -     | 6       | 3       | 2       | 1       | 4            | 1            | 1            | 2            | 10     | 4      | 3      | 3      | 17 | 14 | 3    |
| Totale       | -     | 21      | 13      | 5       | 3       | 19           | 4            | 5            | 10           | 40     | 17     | 10     | 13     | 63 | 48 | 15   |

### Statistiche dei giocatori
Sono indicati in corsivo i giocatori ceduti a stagione in corso.
| Giocatore       | Serie A  | Serie A | Coppa Italia | Coppa Italia | Totale   | Totale |
| Giocatore       | Presenze | Reti    | Presenze     | Reti         | Presenze | Reti   |
| --------------- | -------- | ------- | ------------ | ------------ | -------- | ------ |
| M. Achilli      | 1        | 0       | 2            | 1            | 3        | 1      |
| M. Barluzzi     | 0        | 0       | 2            | -2           | 2        | -2     |
| G. Bedin        | 14       | 2       | 7            | 1            | 21       | 3      |
| V. Benítez      | 8        | 1       | 6            | 0            | 14       | 1      |
| A. Bet          | 8        | 0       | 0            | 0            | 8        | 0      |
| A. Bonfanti     | 7        | 1       | 3            | 1            | 10       | 2      |
| T. Burgnich     | 30       | 0       | 6            | 1            | 36       | 1      |
| R. Cappellini   | 19       | 7       | 5            | 1            | 24       | 8      |
| M. Corso        | 24       | 2       | 7            | 1            | 31       | 3      |
| V. D'Amato      | 13       | 1       | 5            | 1            | 18       | 2      |
| R. Dehò         | 0        | 0       | 0            | 0            | 0        | 0      |
| A. Domenghini   | 26       | 11      | 8            | 1            | 34       | 12     |
| P. Dotti        | 13       | 1       | 6            | 0            | 19       | 1      |
| G. Facchetti    | 28       | 7       | 9            | 2            | 37       | 9      |
| M. Facco        | 0        | 0       | 2            | 0            | 2        | 0      |
| S. Landini      | 24       | 0       | 10           | 0            | 34       | 0      |
| F. Mazzola (II) | 1        | 0       | 0            | 0            | 1        | 0      |
| S. Mazzola (I)  | 28       | 6       | 9            | 2            | 37       | 8      |
| F. Miniussi     | 1        | 0       | 0            | 0            | 1        | 0      |
| E. Monaldi      | 5        | 0       | 1            | 0            | 6        | 0      |
| H. Nielsen      | 7        | 2       | 5            | 2            | 12       | 4      |
| C. Poli         | 0        | 0       | 3            | 0            | 3        | 0      |
| S. Santarini    | 14       | 0       | 6            | 1            | 20       | 1      |
| G. Sarti        | 29       | -34     | 9            | -12          | 38       | -46    |
| L. Suárez       | 29       | 2       | 9            | 1            | 38       | 3      |